# Истакилитла
Истакилитла (исп. Ixtaquilitla) — посёлок в восточной части Мексики, на территории штата Веракрус. Входит в состав муниципалитета Альпатлауак.

## Географическое положение
Истакилитла расположена на западе центральной части штата, к северо-востоку от вулкана Орисаба, на расстоянии приблизительно 52 километров к юго-юго-западу (SSW) от города Халапа-Энрикеса, административного центра штата. Абсолютная высота — 2153 метра над уровнем моря.

## Население
Согласно данным, полученным в ходе проведения официальной переписи 2005 года, в посёлке проживало 569 человек (280 мужчин и 289 женщин). Насчитывалось 117 домов. По возрастному диапазону население распределилось следующим образом: 53,4 % — жители младше 18 лет, 36,6 % — между 18 и 59 годами и 10 % — в возрасте 60 лет и старше. Уровень грамотности среди жителей старше 15 лет составлял 73,6 %.
По данным переписи 2010 года, численность населения Истакилитлы составляла 705 человек. Динамика численности населения посёлка по годам:
| 2000 | 2005 | 2010 |
| ---- | ---- | ---- |
| 653  | 569  | 705  |